# 漫画原稿を守る会
漫画原稿を守る会（まんがげんこうをまもるかい）は、漫画原稿の所有権が作者（漫画家）本人にあることを、漫画家・出版社・古書店等に周知するために作られた日本の集会。原稿の紛失や盗難などのトラブルをなくすため、原稿の受け取り・返却時のチェックの強化などの提言を行った。会長は漫画家の弘兼憲史。
倒産した出版社（さくら出版）からの原稿流出事件被害者の会としての性格が強く、所有権の周知よりも流出原稿の回収および被害者救済に力が入れられた。

## 概要

### 設立までの経緯
2003年5月30日、主にレディースコミック誌で活動している漫画家、渡辺やよいの原稿がインターネットオークションに出品されているとの情報がファンから渡辺に寄せられた。渡辺はオークション主催者に対して出品取り消しを要請したが拒否されたため、やむなく自分で原稿を落札する羽目になった。
その後、出品者が漫画古書店「まんだらけ」で入手したとの情報を得る。出品者からは渡辺に原稿がさくら出版の封筒ごと引き渡された。渡辺はまんだらけに対し販売停止を要請したが、盗品でないとの確証がもてないことを理由に拒否される。結局、渡辺はまんだらけから自分の原稿を買い戻し、弘兼憲史らの原稿も販売されていることを確認した。
まんだらけからの情報により、原稿を保管していたさくら出版が2002年に倒産していた事実が発覚。さくら出版は原稿料・印税が未払いのまままんだらけに漫画原稿を売却、まんだらけ側はその事実を知りながら販売を続けていたとみられる。
その後、出版社が復刻版を出版するという名目で大量の原稿を集め、売却していたことなども判明した。原稿を売却された漫画家が多数にのぼることから、7月、被害にあった漫画家を中心として「漫画原稿を守る会」が立ち上げられた。

### 設立後からの経緯
7月から9月にかけて、活動が新聞・雑誌などで取り上げられ、9月8日には記者会見を行った。7月、まんだらけ側は『新文化』の取材に対し、さくら出版の元社長が直接原稿を売りに来たと証言、まんだらけは善意の第三者であり落ち度はないと主張した。8月、まんだらけ側は「原稿の買い取り」の形での解決を求めたが。出版社に対し、被害者3名を原告とした原稿返却訴訟が起こされる。2005年に原告勝訴で確定したが、被告側は一度も裁判に出席しなかった。
10月21日、出版社の元社長が保管していた分の原稿が返却される。原稿総数21,327ページ（作者196名）。12月、弘兼憲史分の原稿をまんだらけ側が無償返還に応じる。
2004年5月9日、世話人の辞任に伴い自然消滅に近い形で解散。原稿返却作業は継続。

### 損害賠償請求訴訟
8月27日、渡辺がまんだらけに対して起こしていた損害賠償請求訴訟の一審判決。まんだらけは所有権の確認を怠っていたとして渡辺が勝訴。
10月にまんだらけ側が控訴。
2005年、東京高裁がまんだらけ側の控訴を棄却、まんだらけ側は上告せず、渡辺の勝訴が確定。渡辺は当初、被害総額1,000万円からの訴訟を起こしていたものの、実際に裁判所が認定した原稿に対する金額は20万円以下であり、原稿の所有権を巡っては勝訴したものの、原稿に対する価値を争う部分については勝訴とは言いがたい判決であった。また、これは民事裁判の形で争われたが、当初原告である渡辺は、まんだらけ側を相手取り「刑事事件」として訴えたいとの希望が強かった。しかし警察が被害届けを受理せず、実現しなかった。

## 参考書籍
- 渡辺やよい 『走る!漫画家 漫画原稿流出事件』 創出版 2004年 ISBN 4924718599